# Salvia
|  | Aquest article tracta sobre el gènere Salvia. Si cerqueu la sàlvia (Salvia officinalis), vegeu «sàlvia». |

Salvia és un gènere de plantes amb flors que pertany a la família de les lamiàcies. Es tracta d'un gènere cosmopolita que agrupa més de 1000 espècies. Moltes espècies es cultiven com a ornamentals per les seves flors atractives o per les seves fulles, sovint blanquinoses per la densa pubescència que les cobreix.

## Etimologia
Del mot llatí salvia, al seu torn derivat de salvus amb el significat d'enter, intacte, sa.

## Morfologia
Les plantes del gènere Salvia són herbàcies o arbusts sovint perennes, però també anuals o biennals, sovint aromàtiques amb olor forta i piloses. Les fulles acostumen a ser simples. Les flors, habitualment tubulars amb dos llavis i dos estams fèrtils a l'androceu, acostumen a agrupar-se en inflorescències paniculades o racemiformes. La corol·la pot ser de diferents colors, en algunes espècies molt vius, blanc, porpra, groc, vermell, etc. El fruit és una núcula.
Atrauen els insectes, especialment les abelles, i alguns ocells i, al mateix temps, la seva forta olor actua com a repel·lent d'altres animals que la podrien malmetre.

## Usos
Entre les espècies que formen part d'aquest gènere n'hi ha que han estat utilitzades a la medicina popular i tradicional, especialment per les seves propietats contra la febre i la suor provocada per malalties, i d'altres com a aromatitzant, en perfumeria o com a plantes ornamentals. Pel que fa al usos medicinals, a la Mediterrània, la sàlvia (Salvia officinalis) s'ha utilitzat com antiinflamatori de la cavitat bucal, Salvia miltiorrhiza és utilitzada per la medicina tradicional xinesa en problemes circulatoris i Salvia runcinata com a desinfectat i purgant a l'Àfrica del sud.

## Taxonomia
El gènere Salvia ha estat històricament controvertit degut al gran nombre d'espècies que abasta i al fet de ser parafilètic en la seva forma tradicional. Un estudi filogenètic del 2017 va confirmar d'altres d'anteriors que postulaven la inclusió dels gèneres Dorystaechas, Meriandra, Perovskia, Rosmarinus i Zhumeria, ampliant el nombre d'espècies del gènere Salvia a més de 1000.
Les espècies reconegudes són:
| - Salvia abrotanoides (Kar.) Sytsma - Salvia absconditiflora Greuter & Burdet - Salvia acerifolia B.L.Turner - Salvia acuminata Ruiz & Pav. - Salvia adenocaulon P.H.Davis - Salvia adenophora Fernald - Salvia adenophylla Hedge & Hub.-Mor. - Salvia adiantifolia E.Peter - Salvia adoxoides C.Y.Wu - Salvia aegyptiaca L. - Salvia aequidens Botsch. - Salvia aequidistans Fernald - Salvia aerea H.Lév. - Salvia aethiopis L. - Salvia africana L. - Salvia agnes Epling - Salvia akiensis A.Takano, Sera & N.Kurosaki - Salvia alamosana Rose - Salvia alata Epling - Salvia albicalyx J.G.González - Salvia albicaulis Benth. - Salvia albiflora M.Martens & Galeotti - Salvia albimaculata Hedge & Hub.-Mor. - Salvia albiterrarum J.G.González & Art.Castro - Salvia albocaerulea Linden - Salvia alborosea Epling & Játiva - Salvia alexeenkoi Pobed. - Salvia algeriensis Desf. - Salvia ali-askaryi S.A.Ahmad - Salvia aliciae E.P.Santos - Salvia altimitrata Epling - Salvia altissima Pohl - Salvia alvajaca Oerst. - Salvia amethystina Sm. - Salvia amissa Epling - Salvia amplexicaulis Lam. - Salvia amplicalyx E.Peter - Salvia amplifrons Briq. - Salvia anastomosans Ramamoorthy - Salvia anatolica Hamzaoglu & A.Duran - Salvia andreji Pobed. - Salvia anguicoma Epling - Salvia angulata Benth. - Salvia angustiarum Epling - Salvia apiana Jeps. - Salvia apparicii Brade & Barb.Per. - Salvia appendiculata E.Peter - Salvia arabica Al-Musawi & Weinert - Salvia aramiensis Rech.f. - Salvia arborescens Urb. & Ekman - Salvia arduinervis Urb. & Ekman - Salvia arenaria A.St.-Hil. ex Benth. - Salvia areolata Epling - Salvia areysiana Deflers - Salvia argentea L. - Salvia ariana Hedge - Salvia aridicola Briq. - Salvia aristata Aucher ex Benth. - Salvia arizonica A.Gray - Salvia arthrocoma Fernald - Salvia articulata Epling - Salvia aspera M.Martens & Galeotti - Salvia asperata Falc. ex Benth. - Salvia assurgens Kunth - Salvia atrocalyx Epling - Salvia atrocyanea Epling - Salvia atropaenulata Epling - Salvia atropatana Bunge - Salvia atropurpurea C.Y.Wu - Salvia atrorubra C.Y.Wu - Salvia aucheri Benth. - Salvia aurea L. - Salvia aurita L.f. - Salvia austriaca Jacq. - Salvia austromelissodora Epling & Játiva - Salvia axillaris Moc. & Sessé ex Benth. - Salvia axilliflora Epling - Salvia ayavazensis Kunth - Salvia aytachii Vural & Adigüzel - Salvia azurea Michx. ex Vahl - Salvia bahorucona Urb. & Ekman - Salvia baimaensis S.W.Su & Z.A.Shen - Salvia balansae Noë ex Coss. - Salvia balaustina Pohl - Salvia baldshuanica Lipsky - Salvia ballotiflora Benth. - Salvia ballsiana (Rech.f.) Hedge - Salvia bariensis Thulin - Salvia barrelieri Etl. - Salvia bazmanica Rech.f. & Esfand. - Salvia beckeri Trautv. - Salvia benthamiana Gardner ex Fielding - Salvia betulifolia Epling - Salvia bifidocalyx C.Y.Wu & Y.C.Huang - Salvia biserrata M.Martens & Galeotti - Salvia blancoana Webb & Heldr. - Salvia blepharochlaena Hedge & Hub.-Mor. - Salvia blepharophylla Brandegee ex Epling - Salvia boegei Ramamoorthy - Salvia bogotensis Benth. - Salvia booleana B.L.Turner - Salvia bowleyana Dunn - Salvia brachyantha (Bordz.) Pobed. - Salvia brachyloba Urb. - Salvia brachyloma E.Peter - Salvia brachyodon Vandas - Salvia brachyodonta Briq. - Salvia brachyphylla Urb. - Salvia bracteata Banks & Sol. - Salvia brandegeei Munz - Salvia breviconnectivata Y.Z.Sun ex C.Y.Wu - Salvia breviflora Moc. & Sessé ex Benth. - Salvia brevilabra Franch. - Salvia brevipes Benth. - Salvia broussonetii Benth. - Salvia buchananii Hedge - Salvia bucharica Popov - Salvia buchii Urb. - Salvia bulleyana Diels - Salvia bullulata Benth. - Salvia bungei J.G.González - Salvia bupleuroides C.Presl ex Benth. - Salvia caaguazuensis Briq. - Salvia cabonii Urb. - Salvia cabulica Benth. - Salvia cacaliifolia Benth. - Salvia cacomensis J.G.González, J.G.Morales & J.L.Rodr. - Salvia cadmica Boiss. - Salvia caespitosa Montbret & Aucher ex Benth. - Salvia calaminthifolia Vahl - Salvia calcicola Harley - Salvia calderoniae Bedolla & Zamudio - Salvia californica Brandegee - Salvia calolophos Epling - Salvia camarifolia Benth. - Salvia campanulata Wall. ex Benth. - Salvia campicola Briq. - Salvia camporum Epling - Salvia campylodonta Botsch. - Salvia cana Wall. ex Benth. - Salvia canariensis L. - Salvia candelabrum Boiss. - Salvia candicans M.Martens & Galeotti - Salvia candidissima Vahl - Salvia canescens C.A.Mey. - Salvia carbonoi Fern.Alonso - Salvia cardenasii J.R.I.Wood - Salvia cardiophylla Benth. - Salvia carduacea Benth. - Salvia carnea Kunth - Salvia carranzae Zamudio & Bedolla - Salvia carreyesii J.G.González - Salvia carrilloi Véliz & Quedensley - Salvia cassia Sam. ex Rech.f. - Salvia castanea Diels - Salvia cataractarum Briq. - Salvia caudata Epling - Salvia cavaleriei H.Lév. - Salvia caymanensis Millsp. & Uline - Salvia cedronella Boiss. - Salvia cedrosensis Greene - Salvia ceratophylla L. - Salvia cerinopruinosa Rech.f. - Salvia cerradicola E.P.Santos - Salvia chalarothyrsa Fernald - Salvia chamaedryoides Cav. - Salvia chamelaeagnea Berg. - Salvia chanryoenica Nakai - Salvia chapadensis E.P.Santos & Harley - Salvia chapalensis Briq. - Salvia chapmanii A.Gray - Salvia chazaroana B.L.Turner - Salvia chiapensis Fernald - Salvia chicamochae J.R.I.Wood & Harley - Salvia chienii E.Peter - Salvia chinensis Benth. - Salvia chionantha Boiss. - Salvia chionopeplica Epling - Salvia chionophylla Fernald - Salvia chloroleuca Rech.f. & Aellen - Salvia chorassanica Bunge - Salvia chrysophylla Stapf - Salvia chudaei Batt. & Trab. - Salvia chunganensis C.Y.Wu & Y.C.Huang - Salvia cilicica Boiss. - Salvia cinnabarina M.Martens & Galeotti - Salvia circinnata Cav. - Salvia clarendonensis Britton - Salvia clarkcowanii B.L.Turner - Salvia clausa Vell. - Salvia clevelandii (A.Gray) Greene - Salvia clinopodioides Kunth - Salvia coahuilensis Fernald - Salvia coccinea Buc'hoz ex Etl. - Salvia cocuyana Fern.Alonso - Salvia codazziana Fern.Alonso - Salvia cognata Urb. & Ekman - Salvia collinsii Donn.Sm. - Salvia colonica Standl. & L.O.Williams ex Klitg. - Salvia columbariae Benth. - Salvia comayaguana Standl. - Salvia compacta Kuntze - Salvia compar (Wissjul.) Trautv. ex Sosn. - Salvia compressa Vent. - Salvia compsostachys Epling - Salvia concolor Lamb. ex Benth. - Salvia confertiflora Pohl - Salvia confertispicata Fragoso & Mart.Gord. - Salvia congestiflora Epling - Salvia connivens Epling - Salvia consobrina Epling - Salvia corazonica Gilli - Salvia cordata Benth. - Salvia coriana Quedensley & Véliz - Salvia corrugata Vahl - Salvia costaricensis Oerst. - Salvia costata Epling - Salvia coulteri Fernald - Salvia crucis Epling - Salvia cruckshanksii Benth. - Salvia cryptoclada Baker - Salvia cryptodonta Fernald - Salvia cualensis J.G.González - Salvia cuatrecasasiana Epling - Salvia cubensis Britton & P.Wilson - Salvia curta Epling - Salvia curticalyx Epling - Salvia curviflora Benth. - Salvia cuspidata Ruiz & Pav. - Salvia cyanantha Epling - Salvia cyanescens Boiss. & Balansa - Salvia cyanicalyx Epling - Salvia cyanocephala Epling - Salvia cyanotropha Epling - Salvia cyclostegia E.Peter - Salvia cylindriflora Epling - Salvia cynica Dunn - Salvia dabieshanensis J.Q.He - Salvia daiguii Y.K.Wei & Y.B.Huang - Salvia darcyi J.Compton - Salvia dasyantha Lem. - Salvia decora Epling - Salvia decumbens Alain - Salvia decurrens Epling - Salvia densiflora Benth. - Salvia dentata Aiton - Salvia deserta Schangin - Salvia deserti Decne. - Salvia desoleana Atzei & V.Picci - Salvia diamantina E.P.Santos & Harley - Salvia dianthera Roth - Salvia dichlamys Epling - Salvia dichroantha Stapf - Salvia digitaloides Diels - Salvia discolor Kunth - Salvia disermas L. - Salvia disjuncta Fernald | - Salvia divaricata Montbret & Aucher ex Benth. - Salvia divinorum Epling & Játiva - Salvia dolichantha E.Peter - Salvia dolomitica Codd - Salvia dombeyi Epling - Salvia dominica L. - Salvia dorisiana Standl. - Salvia dorrii (Kellogg) Abrams - Salvia dorystaechas B.T.Drew - Salvia drobovii Botsch. - Salvia drusica Mouterde - Salvia dryophila Epling - Salvia dugesiana Epling - Salvia dugesii Fernald - Salvia dumetorum Andrz. ex Besser - Salvia durangensis J.G.González - Salvia durantiflora Epling - Salvia duripes Epling & Mathias - Salvia ecbatanensis Stapf - Salvia ecuadorensis Briq. - Salvia eichleriana Heldr. ex Halácsy - Salvia eigii Zohary - Salvia eizi-matudae Ramamoorthy - Salvia ekimiana Celep & Dogan - Salvia elegans Vahl - Salvia elenevskyi Pobed. - Salvia emaciata Epling - Salvia engelmannii A.Gray - Salvia eplingiana Alziar - Salvia eremophila Boiss. - Salvia eremostachya Jeps. - Salvia eriocalyx Bertero ex Roem. & Schult. - Salvia eriophora Boiss. & Kotschy - Salvia ernesti-vargasii C.Nelson - Salvia ertekinii Yild. - Salvia erythropoda Rusby - Salvia erythrostoma Epling - Salvia espirito-santensis Brade & Barb.Per. - Salvia euphratica Montbret & Aucher ex Benth. - Salvia evadens J.G.González & Art.Castro - Salvia evansiana Hand.-Mazz. - Salvia exilis Epling - Salvia expansa Epling - Salvia exserta Griseb. - Salvia fairuziana R.M.Haber & Semaan - Salvia falcata J.R.I.Wood & Harley - Salvia farinacea Benth. - Salvia filicifolia Merr. - Salvia filifolia Ramamoorthy - Salvia filipes Benth. - Salvia firma Fernald - Salvia flaccida Fernald - Salvia flaccidifolia Fernald - Salvia flava Forrest ex Diels - Salvia flocculosa Benth. - Salvia florida Benth. - Salvia fluviatilis Fernald - Salvia fominii Grossh. - Salvia forskaehlei L. - Salvia foveolata Urb. & Ekman - Salvia fragarioides C.Y.Wu - Salvia freyniana Bornm. - Salvia frigida Boiss. - Salvia fruticetorum Benth. - Salvia fruticosa Mill. - Salvia fruticulosa Benth. - Salvia fugax Pobed. - Salvia fulgens Cav. - Salvia funckii Briq. - Salvia funerea M.E.Jones - Salvia fusca Epling - Salvia fuscomanicata Fern.Alonso - Salvia galloana B.L.Turner - Salvia garedjii Troitsky - Salvia gariepensis E.Mey. - Salvia gattefossei Emb. - Salvia gavilanensis Martínez-Ambr., Fragoso & Mart.Gord. - Salvia geminata Thulin - Salvia gesneriiflora Lindl. & Paxton - Salvia glabra M.Martens & Galeotti - Salvia glabrata Kunth - Salvia glabrescens Makino - Salvia glabricaulis Pobed. - Salvia glandulifera Cav. - Salvia glumacea Kunth - Salvia glutinosa L. - Salvia goldmanii Fernald - Salvia golneviana Rzazade - Salvia gontscharowii Kudrjasch. - Salvia gonzalezii Fernald - Salvia gracilipes Epling - Salvia graciliramulosa Epling & Játiva - Salvia granatensis B.T.Drew - Salvia grandifolia W.W.Sm. - Salvia grandis Epling - Salvia granitica Hochst. - Salvia gravida Epling - Salvia greatae Brandegee - Salvia greggii A.Gray - Salvia grewiifolia S.Moore - Salvia grisea Epling & Mathias - Salvia griseifolia Epling - Salvia grossheimii Sosn. - Salvia guacana Fern.Alonso - Salvia guadalajarensis Briq. - Salvia guaneorum Fern.Alonso - Salvia guaranitica A.St.-Hil. ex Benth. - Salvia guevarae Bedolla & Zamudio - Salvia gypsophila B.L.Turner - Salvia haenkei Benth. - Salvia haitiensis Urb. - Salvia hajastana Pobed. - Salvia halophila Hedge - Salvia hamulus Epling - Salvia handelii E.Peter - Salvia hapalophylla Epling - Salvia harleyana E.P.Santos - Salvia hasankeyfensis Dirmenci, Celep & Ö.Güner - Salvia hatschbachii E.P.Santos - Salvia haussknechtii Boiss. - Salvia hayatae Makino ex Hayata - Salvia hedgeana Dönmez - Salvia heerii Regel - Salvia heldreichiana Boiss. ex A.DC. - Salvia helianthemifolia Benth. - Salvia henryi A.Gray - Salvia herbacea Benth. - Salvia herbanica A.Santos & M.Fernández - Salvia hermesiana Fern.Alonso - Salvia herrerae Epling - Salvia heterochroa E.Peter - Salvia heterofolia Epling & Mathias - Salvia heterotricha Fernald - Salvia hians Royle ex Benth. - Salvia hidalgensis Miranda - Salvia hierosolymitana Boiss. - Salvia hilarii Benth. - Salvia hillcoatiae Hedge - Salvia himmelbaurii E.Peter - Salvia hintonii Epling - Salvia hirsuta Jacq. - Salvia hirta Kunth - Salvia hirtella Vahl - Salvia hispanica L. - Salvia holwayi S.F.Blake - Salvia honania L.H.Bailey - Salvia hotteana Urb. & Ekman - Salvia huastecana Bedolla, Zamudio & H.Castillo-Gómez - Salvia huberi Hedge - Salvia humboldtiana F.Dietr. - Salvia hunzikeri A.Granda - Salvia hupehensis E.Peter - Salvia hydrangea DC. ex Benth. - Salvia hylocharis Diels - Salvia hypargeia Fisch. & C.A.Mey. - Salvia hypochionaea Boiss. - Salvia hypoleuca Benth. - Salvia ibugana J.G.González - Salvia incumbens Urb. & Ekman - Salvia incurvata Ruiz & Pav. - Salvia indica L. - Salvia indigocephala Ramamoorthy - Salvia infuscata Epling - Salvia innoxia Epling & Mathias - Salvia inornata Epling - Salvia insignis Kudr. - Salvia integrifolia Ruiz & Pav. - Salvia interrupta Schousb. - Salvia intonsa Epling - Salvia involucrata Cav. - Salvia iodantha Fernald - Salvia iodophylla Epling - Salvia ionocalyx Epling - Salvia isensis Nakai ex H.Hara - Salvia isochroma (Fernald) B.L.Turner - Salvia itaguassuensis Brade & Barb.Per. - Salvia itatiaiensis Dusén - Salvia iuliana Epling - Salvia jacalana B.L.Turner - Salvia jacobi Epling - Salvia jaimehintoniana Ramamoorthy ex B.L.Turner - Salvia jamaicensis Fawc. - Salvia jaminiana de Noé - Salvia jamzadii Mozaff. - Salvia japonica Thunb. - Salvia jaramilloi Fern.Alonso - Salvia jessicae B.L.Turner - Salvia jordanii J.B.Walker - Salvia judaica Boiss. - Salvia jurisicii Kosanin - Salvia kamelinii Makhm. - Salvia karabachensis Pobed. - Salvia karelinii J.B.Walker - Salvia karwinskii Benth. - Salvia keerlii Benth. - Salvia kellermanii Donn.Sm. - Salvia kermanshahensis Rech.f. - Salvia kiangsiensis C.Y.Wu - Salvia kiaometiensis H.Lév. - Salvia klokovii J.B.Walker - Salvia komarovii Pobed. - Salvia korolkovii Regel & Schmalh. - Salvia koyamae Makino - Salvia kronenburgii Rech.f. - Salvia kudrjaschevii (Gorschk. & Pjataeva) Sytsma - Salvia kurdica Boiss. & Hohen. ex Benth. - Salvia kuznetzovii Sosn. - Salvia lachnaioclada Briq. - Salvia lachnocalyx Hedge - Salvia lachnostachys Benth. - Salvia lachnostoma Epling - Salvia laevis Benth. - Salvia lagochila T.Wang & L.Wang - Salvia lamiifolia Jacq. - Salvia lanceolata Lam. - Salvia langlassei Fernald - Salvia languidula Epling - Salvia lanicalyx Epling - Salvia lanicaulis Epling & Játiva - Salvia lanigera Poir. - Salvia lankongensis C.Y.Wu - Salvia lapazana B.L.Turner - Salvia lasiantha Benth. - Salvia lasiocephala Hook. & Arn. - Salvia lavandula Alain - Salvia lavanduloides Kunth - Salvia laxispicata Epling - Salvia leninae Epling - Salvia leonia Benth. - Salvia leonuroides Gloxin - Salvia leptostachys Benth. - Salvia leriifolia Benth. - Salvia leucantha Cav. - Salvia leucocephala Kunth - Salvia leucochlamys Epling - Salvia leucodermis Baker - Salvia leucophylla Greene - Salvia libanensis Rusby - Salvia liguliloba Y.Z.Sun - Salvia lilacinocoerulea Nevski - Salvia limbata C.A.Mey. - Salvia lineata Benth. - Salvia lipskyi Pobed. - Salvia littae Vis. - Salvia lobbii Epling - Salvia longibracteolata E.P.Santos - Salvia longipedicellata Hedge - Salvia longispicata M.Martens & Galeotti - Salvia longistyla Benth. - Salvia lophanthoides Fernald - Salvia loxensis Benth. - Salvia lozanii Fernald - Salvia luteistriata G.X.Hu, E.D.Liu & C.L.Xiang | - Salvia lutescens (Koidz.) Koidz. - Salvia lycioides A.Gray - Salvia lyrata L. - Salvia macellaria Epling - Salvia macilenta Boiss. - Salvia macrocalyx Gardner - Salvia macrochlamys Boiss. & Kotschy - Salvia macrophylla Benth. - Salvia macrosiphon Boiss. - Salvia macrostachya Kunth - Salvia madrensis Seem. - Salvia madrigalii Zamudio & Bedolla - Salvia mairei H.Lév. - Salvia majdae (Rech.f. & Wendelbo) Sytsma - Salvia malvifolia Epling & Játiva - Salvia manantlanensis Ramamoorthy - Salvia manaurica Fern.Alonso - Salvia marashica Ilçim, Celep & Dogan - Salvia marci Epling - Salvia margaritae Botsch. - Salvia mattogrossensis Pilg. - Salvia maximowicziana Hemsl. - Salvia maymanica Hedge - Salvia mayorii Briq. - Salvia mazatlanensis Fernald - Salvia mcvaughii Bedolla, Lara Cabrera & Zamudio - Salvia medusa Epling & Játiva - Salvia meera Ramamoorthy ex J.G.González & Santana Mich. - Salvia meiliensis S.W.Su - Salvia mekongensis E.Peter - Salvia melaleuca Epling - Salvia melissiflora Benth. - Salvia melissodora Lag. - Salvia mellifera Greene - Salvia mentiens Pohl - Salvia merjamie Forssk. - Salvia mexiae Epling - Salvia mexicana L. - Salvia microdictya Urb. & Ekman - Salvia microphylla Kunth - Salvia microstegia Boiss. & Balansa - Salvia miltiorrhiza Bunge - Salvia minarum Briq. - Salvia miniata Fernald - Salvia mirzayanii Rech.f. & Esfand. - Salvia misella Kunth - Salvia mocinoi Benth. - Salvia modesta Boiss. - Salvia modica Epling - Salvia mohavensis Greene - Salvia monantha Brandegee ex Epling - Salvia monclovensis Fernald - Salvia moniliformis Fernald - Salvia montbretii Benth. - Salvia montecristina Urb. & Ekman - Salvia moorcroftiana Wall. ex Benth. - Salvia moranii B.L.Turner - Salvia mornicola Urb. & Ekman - Salvia mouretii Batt. & Pit. - Salvia muelleri Epling - Salvia muirii L.Bolus - Salvia multicaulis Vahl - Salvia munzii Epling - Salvia muratae T.Yamaz. - Salvia muscarioides Fernald - Salvia namaensis Schinz - Salvia nana Kunth - Salvia nanchuanensis Y.Z.Sun - Salvia napifolia Jacq. - Salvia nazalena Hedge & Mouterde - Salvia nemoralis Dusén ex Epling - Salvia nemorosa L. - Salvia neovidensis Benth. - Salvia nervata M.Martens & Galeotti - Salvia nervosa Benth. - Salvia nilotica Juss. ex Jacq. - Salvia nipponica Miq. - Salvia nitida (M.Martens & Galeotti) Benth. - Salvia novoleontis B.L.Turner - Salvia nubicola Wall. ex Sweet - Salvia nubigena J.R.I.Wood & Harley - Salvia nubilorum Játiva & Epling - Salvia nutans L. - Salvia nydeggeri Hub.-Mor. - Salvia oaxacana Fernald - Salvia oblongifolia M.Martens & Galeotti - Salvia obtorta Epling - Salvia obtusata Thunb. - Salvia obumbrata Epling - Salvia occidentalis Sw. - Salvia occidua Epling - Salvia occultiflora Epling - Salvia ochrantha Epling - Salvia ocimifolia Epling - Salvia odam J.G.González - Salvia odontochlamys Hedge - Salvia officinalis L. - Salvia oligantha Dusén - Salvia oligophylla Aucher ex Benth. - Salvia ombrophila Dusén - Salvia omeiana E.Peter - Salvia omerocalyx Hayata - Salvia omissa J.G.González - Salvia opertiflora Epling - Salvia ophiocephala J.R.I.Wood - Salvia oppositiflora Ruiz & Pav. - Salvia orbignaei Benth. - Salvia oreopola Fernald - Salvia oresbia Fernald - Salvia orthostachys Epling - Salvia ovalifolia A.St.-Hil. ex Benth. - Salvia oxyphora Briq. - Salvia ozolotepecensis J.G.González & Fragoso - Salvia pachyphylla Epling ex Munz - Salvia pachypoda Briq. - Salvia pachystachya Trautv. - Salvia palaestina Benth. - Salvia palealis Epling - Salvia palifolia Kunth - Salvia pallida Benth. - Salvia palmeri A.Gray - Salvia pamplonitana Fern.Alonso - Salvia pannosa Fernald - Salvia pansamalensis Donn.Sm. - Salvia paohsingensis C.Y.Wu - Salvia paposana Phil. - Salvia paraguariensis Briq. - Salvia paramicola Fern.Alonso - Salvia paramiltiorrhiza H.W.Li & X.L.Huang - Salvia parciflora Urb. - Salvia parryi A.Gray - Salvia parvifolia Baker - Salvia paryskii Skean & Judd - Salvia patens Cav. - Salvia patriciae J.G.González & Martínez-Ambr. - Salvia pauciserrata Benth. - Salvia paulwalleri B.L.Turner - Salvia paupercula Epling - Salvia pavonii Benth. - Salvia penduliflora Epling - Salvia peninsularis Brandegee - Salvia pennellii Epling - Salvia pentstemonoides Kunth & C.D.Bouché - Salvia peratica Paine - Salvia perblanda Epling - Salvia peregrina Epling - Salvia pericona B.L.Turner - Salvia perlonga Fernald - Salvia perlucida Epling - Salvia perplicata Epling - Salvia perrieri Hedge - Salvia persepolitana Boiss. - Salvia persicifolia A.St.-Hil. ex Benth. - Salvia personata Epling - Salvia petrophila G.X.Hu, E.D.Liu & Yan Liu - Salvia pexa Epling - Salvia peyronii Boiss. - Salvia phaenostemma Donn.Sm. - Salvia phlomoides Asso - Salvia piasezkii Maxim. - Salvia pichinchensis Benth. - Salvia pilifera Montbret & Aucher ex Benth. - Salvia pineticola Epling - Salvia pinguifolia (Fernald) Wooton & Standl. - Salvia pinnata L. - Salvia pisidica Boiss. & Heldr. ex Benth. - Salvia platycheila A.Gray - Salvia platyphylla Briq. - Salvia plebeia R.Br. - Salvia plectranthoides Griff. - Salvia plumosa Ruiz & Pav. - Salvia plurispicata Epling - Salvia pobedimovae J.G.González - Salvia poculata Nábelek - Salvia podadena Briq. - Salvia pogonochila Diels ex Limpr. - Salvia polystachia Cav. - Salvia pomifera L. - Salvia porphyrocalyx Baker - Salvia potaninii Krylov - Salvia potentillifolia Boiss. & Heldr. ex Benth. - Salvia potus Epling - Salvia praestans Epling - Salvia praeterita Epling - Salvia prasiifolia Benth. - Salvia pratensis L. - Salvia prattii Hemsl. - Salvia prilipkoana Grossh. & Sosn. - Salvia primuliformis Epling - Salvia pringlei B.L.Rob. & Greenm. - Salvia prionitis Hance - Salvia procurrens Benth. - Salvia propinqua Benth. - Salvia prostrata Hook.f. - Salvia protracta Benth. - Salvia pruinosa Fernald - Salvia prunelloides Kunth - Salvia prunifolia Fernald - Salvia przewalskii Maxim. - Salvia pseudeuphratica Rech.f. - Salvia pseudoincisa Epling - Salvia pseudojaminiana A.Chev. - Salvia pseudomisella Moran & G.A.Levin - Salvia pseudopallida Epling - Salvia pseudorosmarinus Epling - Salvia psilantha Epling - Salvia psilostachya Epling - Salvia pterocalyx Hedge - Salvia pteroura Briq. - Salvia puberula Fernald - Salvia pubescens Benth. - Salvia pugana J.G.González & Art.Castro - Salvia pulchella DC. - Salvia punctata Ruiz & Pav. - Salvia punicans Epling - Salvia purepecha Bedolla, Lara Cabrera & Zamudio - Salvia purpurea Cav. - Salvia purpusii Brandegee - Salvia pusilla Fernald - Salvia pygmaea Matsum. - Salvia qimenensis S.W.Su & J.Q.He - Salvia quercetorum Epling - Salvia quezelii Hedge & Afzal-Rafii - Salvia quitensis Benth. - Salvia radula Benth. - Salvia ramamoorthyana Espejo - Salvia ramirezii J.G.González - Salvia ramosa Brandegee - Salvia ranzaniana Makino - Salvia raveniana Ramamoorthy - Salvia raymondii J.R.I.Wood - Salvia rechingeri Hedge - Salvia recognita Fisch. & C.A.Mey. - Salvia recurva Benth. - Salvia reeseana Hedge & Hub.-Mor. - Salvia reflexa Hornem. - Salvia reginae J.G.González & J.H.Vega - Salvia regla Cav. - Salvia regnelliana Briq. - Salvia reitzii Epling - Salvia remota Benth. - Salvia repens Burch. ex Benth. - Salvia reptans Jacq. - Salvia retinervia Briq. - Salvia reuteriana Boiss. - Salvia revoluta Ruiz & Pav. - Salvia rhizomatosa J.G.González, Art.Castro & H.Ávila - Salvia rhodostephana Epling - Salvia rhombifolia Ruiz & Pav. - Salvia rhytidea Benth. - Salvia richardsonii B.L.Turner - Salvia ringens Sm. - Salvia rivularis Gardner | - Salvia robertoana Mart.Gord. & Fragoso - Salvia roborowskii Maxim. - Salvia roemeriana Scheele - Salvia rogersiana Ramamoorthy ex J.G.González & Cuevas - Salvia roscida Fernald - Salvia rosei Fernald - Salvia rosifolia Sm. - Salvia rosmarinoides A.St.-Hil. ex Benth. - Salvia rosmarinus Spenn. - Salvia rostellata Epling - Salvia rubescens Kunth - Salvia rubifolia Boiss. - Salvia rubrifaux Epling - Salvia rubriflora Epling - Salvia rubropunctata B.L.Rob. & Fernald - Salvia rufula Kunth - Salvia runcinata L.f. - Salvia rupestris M.Mota & J.F.B.Pastore - Salvia rusbyi Britton ex Rusby - Salvia russellii Benth. - Salvia rypara Briq. - Salvia rzedowskii Ramamoorthy - Salvia saccardiana (Pamp.) Del Carr. & Garbari - Salvia saccifera Urb. & Ekman - Salvia sacculus Epling - Salvia sagittata Ruiz & Pav. - Salvia sahendica Boiss. & Buhse - Salvia salicifolia Pohl - Salvia samuelssonii Rech.f. - Salvia sanctae-luciae Seem. - Salvia santanae Ramamoorthy ex J.G.González & Guzm.-Hern. - Salvia santolinifolia Boiss. - Salvia sarmentosa Epling - Salvia saxicola Wall. ex Benth. - Salvia scabiosifolia Lam. - Salvia scabra Thunb. - Salvia scabrata Britton & P.Wilson - Salvia scabrida Pohl - Salvia scandens Epling - Salvia scapiformis Hance - Salvia scaposa Epling - Salvia schimperi Benth. - Salvia schizocalyx E.Peter - Salvia schizochila E.Peter - Salvia schlechteri Briq. - Salvia schmalbausenii Regel - Salvia sciaphila (J.R.I.Wood & Harley) Fern.Alonso - Salvia sclarea L. - Salvia sclareoides Brot. - Salvia sclareopsis Bornm. ex Hedge - Salvia scoparia Epling - Salvia scrophulariifolia (Bunge) B.T.Drew - Salvia scutellarioides Kunth - Salvia scytinophylla Briq. - Salvia secunda Benth. - Salvia seemannii Fernald - Salvia selleana Urb. - Salvia sellowiana Benth. - Salvia semiatrata Zucc. - Salvia semiscaposa Epling ex Fragoso & Mart.Gord. - Salvia seravschanica Regel & Schmalh. - Salvia serboana B.L.Turner - Salvia sericeotomentosa Rech.f. - Salvia serotina L. - Salvia serpyllifolia Fernald - Salvia serranoae J.R.I.Wood - Salvia sessei Benth. - Salvia sessilifolia Baker - Salvia setulosa Fernald - Salvia shahkuhmahalei Akhani - Salvia shannonii Donn.Sm. - Salvia sharifii Rech.f. & Esfand. - Salvia sharpii Epling & Mathias - Salvia sigchosica Fern.Alonso - Salvia siirtica Kahraman, Celep & Dogan - Salvia sikkimensis E.Peter - Salvia silvarum Epling - Salvia similis Brandegee - Salvia sinaloensis Fernald - Salvia sinica Migo - Salvia sirenis J.G.González & Gonz.-Adame - Salvia smithii E.Peter - Salvia smyrnaea Boiss. - Salvia somalensis Vatke - Salvia sonchifolia C.Y.Wu - Salvia sonklarii Pant. - Salvia sonomensis Greene - Salvia sophrona Briq. - Salvia sordida Benth. - Salvia spathacea Greene - Salvia speciosa C.Presl ex Benth. - Salvia speirematoides C.Wright - Salvia spellenbergii J.G.González - Salvia sphacelifolia Epling - Salvia sphacelioides Benth. - Salvia spinosa L. - Salvia splendens Sellow ex Nees - Salvia sprucei Briq. - Salvia squalens Kunth - Salvia stachydifolia Benth. - Salvia stachyoides Kunth - Salvia staminea Montbret & Aucher ex Benth. - Salvia stenophylla Burch. ex Benth. - Salvia stibalii Alziar - Salvia stolonifera Benth. - Salvia striata Benth. - Salvia strobilanthoides C.Wright ex Griseb. - Salvia strobilifera (Benth.) J.G.González - Salvia styphelos Epling - Salvia subaequalis Epling - Salvia subbipinnata (C.Y.Wu) B.Y.Ding & Z.H.Chen - Salvia subglabra (Urb.) Urb. - Salvia subhastata Epling - Salvia subincisa Benth. - Salvia submutica Botsch. & Vved. - Salvia subobscura Epling - Salvia subpalmatinervis E.Peter - Salvia subpatens Epling - Salvia subrotunda A.St.-Hil. ex Benth. - Salvia subrubens Epling - Salvia subscandens Epling & Játiva - Salvia substolonifera E.Peter - Salvia sucrensis J.R.I.Wood - Salvia suffruticosa Montbret & Aucher ex Benth. - Salvia summa A.Nelson - Salvia synodonta Epling - Salvia syriaca L. - Salvia tafallae Benth. - Salvia taraxacifolia Coss. & Balansa - Salvia tchihatcheffii (Fisch. & C.A.Mey.) Boiss. - Salvia tebesana Bunge - Salvia teddii Turrill - Salvia tehuacana Fernald - Salvia tenella Sw. - Salvia tenorioi Ramamoorthy ex B.L.Turner - Salvia tenuiflora Epling - Salvia tepicensis Fernald - Salvia teresae Fernald - Salvia tetramerioides Mart.Gord., Fragoso & García-Peña - Salvia tetrodonta Hedge - Salvia texana (Scheele) Torr. - Salvia textitlana B.L.Turner - Salvia thermarum van Jaarsv. - Salvia thomasiana Urb. - Salvia thormannii Urb. - Salvia thymoides Benth. - Salvia thyrsiflora Benth. - Salvia tianschanica Machm. - Salvia tigrina Hedge & Hub.-Mor. - Salvia tilantongensis J.G.González & Aguilar-Sant. - Salvia tiliifolia Vahl - Salvia tingitana Etl. - Salvia toaensis Alain - Salvia tobeyi Hedge - Salvia tolimensis Kunth - Salvia tomentella Pohl - Salvia tomentosa Mill. - Salvia tonalensis Brandegee - Salvia tonaticensis Ramamoorthy ex Lara Cabrera, Bedolla & Zamudio - Salvia topiensis J.G.González - Salvia tortuensis Urb. - Salvia tortuosa Kunth - Salvia townsendii Fernald - Salvia trachyphylla Epling - Salvia transhimalaica Yonek. - Salvia transsylvanica (Schur ex Griseb. & Schenk) Schur - Salvia trautvetteri Regel - Salvia triangularis Thunb. - Salvia trichocalycina Benth. - Salvia trichoclada Benth. - Salvia trichopes Epling - Salvia trichostephana Epling - Salvia tricuspidata M.Martens & Galeotti - Salvia tricuspis Franch. - Salvia trifilis Epling - Salvia trijuga Diels - Salvia tubifera Cav. - Salvia tubiflora Sm. - Salvia tubulosa Epling - Salvia tuerckheimii Urb. - Salvia turcomanica Pobed. - Salvia turdi A.Rich. - Salvia turneri Ramamoorthy - Salvia tuxtlensis Ramamoorthy - Salvia tysonii Skan - Salvia uliginosa Benth. - Salvia umbratica Hance - Salvia umbraticola Epling - Salvia umbratilis Fernald - Salvia uncinata Urb. - Salvia unguella Epling - Salvia unicostata Fernald - Salvia univerticillata Ramamoorthy ex Klitg. - Salvia uribei J.R.I.Wood & Harley - Salvia urica Epling - Salvia urmiensis Bunge - Salvia urolepis Fernald - Salvia urticifolia L. - Salvia uruapana Fernald - Salvia valentina Vahl - Salvia vargas-llosae Sagást. & E.Rodr. - Salvia vargasii Epling - Salvia variana Epling - Salvia vaseyi (Porter) Parish - Salvia vasta H.W.Li - Salvia vazquezii Iltis & Ramamoorthy - Salvia veneris Hedge - Salvia venturana B.L.Turner - Salvia venulosa Epling - Salvia verbascifolia M.Bieb. - Salvia verbenaca L. - Salvia verecunda Epling - Salvia vergeduzica Rzazade - Salvia vermifolia Hedge & Hub.-Mor. - Salvia veronicifolia A.Gray - Salvia verticillata L. - Salvia vestita Benth. - Salvia villosa Fernald - Salvia virgata Jacq. - Salvia viridis L. - Salvia viscida A.St.-Hil. ex Benth. - Salvia viscosa Jacq. - Salvia vitifolia Benth. - Salvia vvedenskii Nikitina - Salvia wagneriana Pol. - Salvia wardii E.Peter - Salvia warszewicziana Regel - Salvia weberbaueri Epling - Salvia wendelboi Hedge - Salvia whitefoordiae Klitg. - Salvia whitehousei Alziar - Salvia wiedemannii Boiss. - Salvia willeana (Holmboe) Hedge - Salvia wixarika J.G.González - Salvia xalapensis Benth. - Salvia xanthocheila Boiss. ex Benth. - Salvia xanthophylla Epling & Játiva - Salvia xanthotricha Harley ex E.P.Santos - Salvia xeropapillosa Fern.Alonso - Salvia xolocotzii Bedolla & Zamudio - Salvia yangii B.T.Drew - Salvia yosgadensis Freyn & Bornm. - Salvia yukoyukparum Fern.Alonso - Salvia yunnanensis C.H.Wright - Salvia zacualpanensis Briq. - Salvia zamoranensis Zamudio & Bedolla - Salvia zaragozana B.L.Turner |

### Híbrids
Es reconeixen els següents híbrids:
| - Salvia × accidentalis Sánchez-Gómez & R.Morales - Salvia × adulterina Hausskn. - Salvia × atroviolacea Fern.Alonso - Salvia × auriculata Mill. - Salvia × bernardina Parish ex Greene - Salvia × bichigeanii Prodan - Salvia × cadevallii Sennen - Salvia × cernavodae Nyár. - Salvia × hegelmaieri Porta & Rigo | - Salvia × hybrida Schur - Salvia × jamensis J.Compton - Salvia × kerneri Blocki - Salvia × lavandulacea (de Noé) Roma-Marzio & Galasso - Salvia × mendizabalii (Sagredo ex Rosua) Roma-Marzio & Galasso - Salvia × nariniensis Fern.Alonso - Salvia × rociana Fern.Alonso - Salvia × rosuae Figuerola, Stübing & Peris | - Salvia × sakuensis Naruh. & Hihara - Salvia × simonkaiana Borbás - Salvia × spiraeifolia Boiss. & Hohen. - Salvia × sylvestris L. - Salvia × telekiana Simonk. & Thaisz - Salvia × tunica-mariae Fern.Alonso - Salvia × westerae J.R.I.Wood |